# 大主教夏宮
大主教夏宮是位於斯洛伐克首都布拉提斯拉瓦的一座宮殿建築，也是斯洛伐克共和國政府的辦公地點。現在大主教夏宮和其的英式花園並不開放給公眾進入。在17世紀時，這裡曾是天主教艾斯特根-布達佩斯總教區在夏季的大主教座所在地。

## 外部連結
维基共享资源上的相關多媒體資源：大主教夏宮
- History of the palace at the Slovak Government website

48°09′09″N 17°06′34″E / 48.15250°N 17.10944°E